# Atractus biseriatus
Atractus biseriatus är en ormart som beskrevs av Prado 1941. Atractus biseriatus ingår i släktet Atractus och familjen snokar. IUCN kategoriserar arten globalt som otillräckligt studerad. Inga underarter finns listade.
Arten är bara känd från departementet Caldas i centrala Colombia. Honor lägger ägg.